# Knežica (Chorwacja)
Knežica – wieś w Chorwacji, w żupanii dubrownicko-neretwiańskiej, w mieście Dubrownik. W 2011 roku liczyła 133 mieszkańców.